# Rhamphidium purpuratum
Rhamphidium purpuratum är en bladmossart som beskrevs av Mitten in Godman 1870. Rhamphidium purpuratum ingår i släktet Rhamphidium och familjen Ditrichaceae. Inga underarter finns listade i Catalogue of Life.